# 节腹土蜂属
节腹土蜂属（学名：Myrmosula）是节腹土蜂科的一属。

## 下属物种
本属包括以下物种：
- Myrmosula parvula [2]